# المقام (الجوف)
المقام هي إحدى قرى الجمهورية اليمنية. تتبع جغرافيا لمحافظة الجوف وإداريًا لمديرية برط العنان. يبلغ تعداد سكانها 1019 نسمة حسب الإحصاء الذي أجري عام 2004.